# MariboHilleshög
A MariboHilleshög egy dániai székhelyű cukorrépa vetőmag nemesítő cég, mely több mint 30 országban rendelkezik értékesítő hálózattal, képviselettel. A márkanév a Maribo Seed és a Hilleshög brandek egyesülésével jött létre, 2017. október 1-jén, a DLF csoport tagjaként. A Hilleshög márkát 1907-ben alapították Svédországban; míg a Marbio Seed-et 1920-ban, Dániában. A két márkát 35 országban külön-külön forgalmazzák. Az európai vetőmag-szaporítás elsősorban Olaszországban és Franciaországban történik. Az USA-ban a vetőmag-szaporítás Oregonban, és a vetőmag további feldolgozása pedig a colorádói Longmontban található. A MariboHilleshög hivatalos hazai forgalmazója a Proventus Trade Kft.

## Magyarországi fajta lista

### Hilleshög fajták
- ASKETA: RZ (Rizománia) + CR (Cerkospóra) + RT (Rizoktónia) toleráns, Z (cukordús) fajta.
- GAZETA: RZ + CR + RT toleráns, Z (cukordús) fajta.
- GUNDULA: RZ + CR toleráns, NZ fajta (bőtermő és cukordús közti átmenet).
- SY ANGY: RZ + CR toleráns, Z (cukordús) fajta.
- BALATON: RZ + CR + RT toleráns, NZ fajta (bőtermő és cukordús közti átmenet).
- HONEY: RZ + CR toleráns, Z (cukordús) fajta.

### Maribo fajták
- PALANTINO: RZ + CR toleráns, Z (cukordús) fajta.
- HESTON: RZ + CR toleráns, Z (cukordús) fajta.
- ARIES: RZ + CR + RT toleráns, Z (cukordús) fajta.
- SENATOR: RZ + CR toleráns, Z (cukordús) fajta.
- TAIFUN: RZ + CR + RT toleráns, Z (cukordús) fajta.